# Hertogdom Brunswijk
Het hertogdom Brunswijk (Duits: Herzogtum Braunschweig) was een Duitse staat die bestond van 1813 tot 1918. Het behoorde achtereenvolgens tot de Duitse Bond, de Noord-Duitse Bond en het Duitse Keizerrijk. Het land werd tot 1884 geregeerd door het huis Brunswijk-Bevern. In 1884 stierf het vorstenhuis in mannelijke lijn uit, waarna de troon aan het verwante huis Hannover viel. Omdat het machtige Pruisen de opvolging tegenhield werd Brunswijk tussen 1884 en 1913 geregeerd door Pruisische regenten. De hoofdstad en het hof waren gevestigd in Brunswijk.
Het hertogdom bestond uit drie van elkaar gescheiden landsdelen en een aantal kleinere exclaves. De kern van het land lag ten noorden van de Harz rondom de steden Brunswijk en Wolfenbüttel. Het westelijk deel met de steden Gandersheim en Holzminden lag tussen de Wezer en de Harz. Het veel kleinere zuidoostelijke deel van het land lag rond Blankenburg.
Tijdens de napoleontische oorlogen werd Brunswijk-Wolfenbüttel door Franse troepen bezet en in 1807 bij het koninkrijk Westfalen gevoegd. Na de nederlaag van Napoleon in 1813 keerde de hertog terug naar zijn gebieden. Op het Congres van Wenen in 1815 werd het hertogdom formeel hersteld. Onder het regentschap van de Brits-Hannoverse prins-regent kreeg het land in 1820 een eerste grondwet. In 1830 brak in de hoofdstad Brunswijk een revolutie uit, waarbij het stadspaleis werd afgebrand en hertog Karel II het land ontvluchtte. In 1832 kreeg Brunswijk een nieuwe grondwet en werd het land een constitutionele monarchie. Tijdens de Oostenrijks-Pruisische Oorlog in 1866 bleef Brunswijk aanvankelijk neutraal, maar koos uiteindelijk toch voor de zijde van Pruisen. In 1867 trad het land toe tot de Noord-Duitse Bond en in 1871 werd het hertogdom een van de deelstaten van het Duitse Keizerrijk. In de Novemberrevolutie van 1918, aan het einde van de Eerste Wereldoorlog, moest de hertog aftreden en werd Brunswijk een vrijstaat.

## Geschiedenis

### Het hertogdom van 1813 tot 1884
De voorganger van het in 1813 herstelde hertogdom Brunswijk was het hertogdom Brunswijk-Wolfenbüttel.
De eerste hertog, Frederik Willem, sneuvelde op 16 juni 1815 in de Slag bij Quatre-Bras. De Britse prins-regent George (IV), hoofd van het huis Brunswijk-Hannover, aanvaardde in 1815 het regentschap over de minderjarige hertog Karel II. Hij verleende Brunswijk een constitutie op grondslag van oude privileges. Toen Karel op 30 oktober 1823 de regering overnam, weigerde hij deze echter te erkennen. Hierop brak een opstand uit, waarna de hertog op 7 september 1830 vluchtte en werd opgevolgd door zijn jongere broer Willem.
Willem herstelde de grondwet en voerde in 1832 een nieuwe in. Hij trad in 1844 toe tot de Zollverein. In 1866 nam hij nauwelijks deel aan de Pruisisch-Oostenrijkse Oorlog, maar trad daarna wel toe tot de Noord-Duitse Bond. De kinderloze hertog weigerde een militair verdrag met Pruisen te sluiten, daar dit land niet akkoord ging met de troonopvolger van zijn keuze, de voormalige koning George V van Hannover uit het huis Brunswijk-Lüneburg, die in 1866 door Pruisen was verdreven.
Onder Willems bewind werden de juryrechtspraak en persvrijheid ingevoerd en werden stappen richting de vrije handel ondernomen. In de Frans-Duitse Oorlog van 1870/1871 streed Brunswijk aan Pruisische zijde en in 1871 trad het toe tot het Duitse Keizerrijk. Met Willem stierf in 1884 het huis Brunswijk uit. Daar Georges zoon Ernst August II van Hannover, 3e hertog van Cumberland weigerde zijn rechten op Hannover op te geven, wenste Otto von Bismarck hem niet in Brunswijk te zien opvolgen.

### Opvolgingsconflict
Brunswijk werd aldus van 1885 tot 1906 bestuurd door de regent Albrecht van Pruisen en vervolgens door Johan Albrecht van Mecklenburg. Cumberland deed na lang onderhandelen ten gunste van zijn zoon Ernst August (III) - schoonzoon van keizer Wilhelm II - afstand van zijn aanspraak op de Brunswijkse troon, waardoor Ernst August, die op zijn beurt de facto zijn aanspraak op Hannover had opgegeven, in 1913 op de hertogelijke troon werd aanvaard. Bij de Novemberrevolutie in 1918 moest hij net zoals alle vorsten aftreden en er ontstond een vrijstaat.

## Heersers
- Karel II 1815 - 1831
- Willem 1831 - 1884
- regent  Wilhelm Otto Hans Hermann von Schlitz 1884 - 1885
- regent Albrecht van Pruisen 1885 - 1906
- regent Albert von Otto 1906 - 1907
- regent Johan Albrecht van Mecklenburg 1907 - 1913
- Ernst August 1913 - 1918